# Carlo da Sezze
Carlo da Sezze, al secolo Giovanni Carlo (detto Giancarlo) Marchionne (Sezze, 19 ottobre 1613 – Roma, 6 gennaio 1670), è stato un religioso italiano dell'Ordine dei Frati Minori Riformati. Nel 1959 è stato canonizzato da papa Giovanni XXIII.

## Biografia
Figlio di Ruggero e Antonia Maccioni, Giancarlo Marchionne nacque a Sezze il 19 ottobre 1613. Dopo un'istruzione di base, sicuramente elementare, Giancarlo si rifiutò di proseguire gli studi a causa di un non meglio specificato incidente con il maestro. Per questo motivo venne avviato dai genitori al lavoro dei campi.
Pronunciato il voto di castità, nel 1636 chiese ed ottenne di entrare nella provincia romana dei Frati minori riformati (dal 1897 confluiti nella famiglia francescana dei Frati minori, grazie all'unione operata da papa Leone XIII); nel 1637 emise la professione religiosa con il nome di frà Carlo da Sezze.
Ai lavori consueti del suo stato (da religioso laico gli vennero affidati i servizi alla cucina, al refettorio, alla portineria, al giardino, alla "cerca") unì un'insospettabile attività letteraria: produsse scritti che vanno dall'autobiografia alla teologia mistica. Fu inoltre consigliere di prelati e di membri dell'aristocrazia romana.
Frà Carlo da Sezze morì a Roma il 6 gennaio 1670, circondato da una notevole fama di santità.

## Il culto

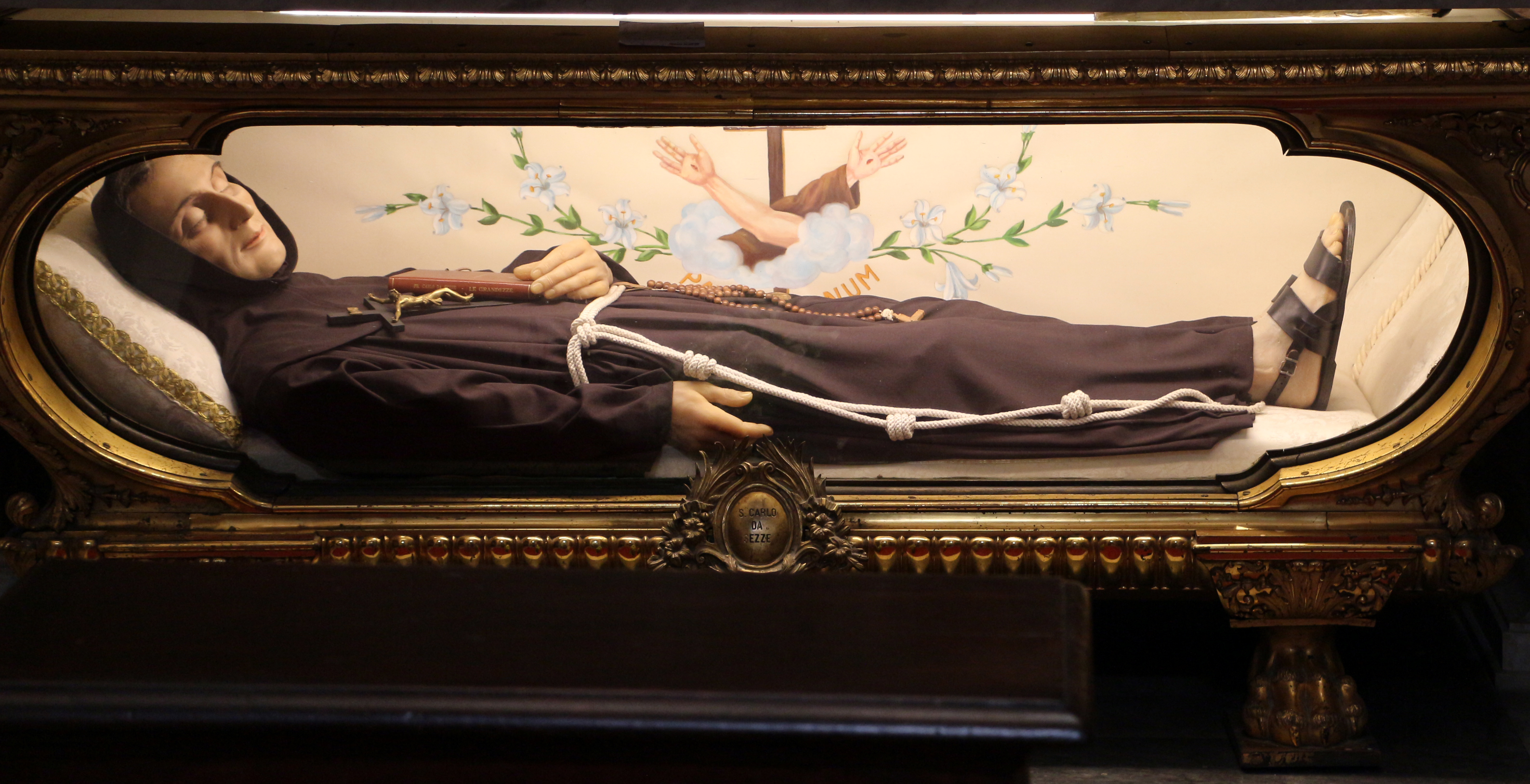
Urna contenente il corpo di San Carlo da Sezze, Chiesa di San Francesco a Ripa, Roma

I processi per la definizione canonica della sua santità iniziarono abbastanza presto ma subirono poi una battuta d'arresto a causa della condanna di sua sorella, monaca clarissa a Sezze, emessa dalla congregazione del Sant'Uffizio.
A causa di questi avvenimenti, la sua beatificazione venne proclamata solo nel 1882 da papa Leone XIII, mentre la canonizzazione fu celebrata da papa Giovanni XXIII il 12 aprile 1959. San Carlo da Sezze è l'unico santo canonizzato ad avere ricevuto, in vita, durante l'adorazione eucaristica, una ferita al cuore causatagli da un "raggio" proveniente dall'ostia consacrata.
Le sue spoglie sono conservate nella chiesa romana di San Francesco a Ripa, dove morì, nella cappella a lui dedicata.
Insieme a san Lidano d'Antena (1026-1118) è patrono della città di Sezze e della diocesi di Latina-Terracina-Sezze-Priverno.